# José Luis Gaitán
José Luis Gaitán (nacido en Rosario el 7 de septiembre de 1957) es un exfutbolista argentino. Jugaba como mediocampista y se destacó por su clase y gran condición técnica. Fue campeón de Primera División de Argentina con Rosario Central e integró el seleccionado de Argentina. Heredó el sobrenombre Loro de un destacado futbolista de Central en la década de 1930, Germán Gaitán.

## Carrera
LLegó a Rosario Central en 1975, integrando las divisiones juveniles del club. Su debut en el primer equipo se produjo el 30 de abril de 1978, cuando Central igualó como local ante Atlanta 0-0, en cotejo válido por la 12.ª fecha del Metropolitano. El entrenador canalla era Carlos Timoteo Griguol. Tuvo algunos partidos más durante dicho torneo, y al jugarse sobre el final del año el Nacional ya era habitual titular en el onceno 'auriazul.
En 1979 retornó a la conducción técnica del cuadro rosarino Ángel Tulio Zof, quien moldeó el equipo llamado La Sinfónica, debido a la calidad de juego que exhibía. Gaitán logró actuaciones descollantes formando parte de la línea media por el sector izquierdo, acompañado en esa mitad de cancha por Eduardo Bacas, Héctor Chazarreta y Eduardo Giuliano o Daniel Sperandío. Sin embargo, el equipo fue eliminado en semifinales tanto en el Metropolitano como en el Nacional; en el primero de los certámenes, a manos de Vélez Sarsfield, mientras que en el restante por River Plate, campeón de los dos torneos del año.
Esto produjo la salida de Zof, quien de igual forma retornó prontamente, ya que a mediados de 1980 se encontraba nuevamente en el cargo. Condujo al equipo al título en el Nacional de ese año. Gaitán continuó siendo pieza fundamental de la alineación titular. Marcó además en ese torneo dos goles: uno ante Gimnasia y Esgrima de Jujuy en el triunfo 2-0 de su equipo y el restante versus Newell's Old Boys en el clásico rosarino del 7 de diciembre, que significó el triunfo 3-0 en el cotejo semifinal de ida.
La temporada 1981 fue su última defendiendo los colores del equipo de Arroyito; disputó 35 partidos y marcó dos goles entre el Metropolitano y el Nacional, mientras que por Copa Libertadores estuvo presente en los seis encuentros de su club. Dejó Rosario Central con 125 partidos, 10 goles y un título en su acervo.
Su siguiente paso lo dio en Loma Negra de Olavarría, club que apoyado en el poderío económico de Amalia Lacroze de Fortabat intentó armar un equipo de alto nivel competitivo. Con el equipo cementero, Gaitán disputó el Nacional 1982. Aunque no lograron clasificar al Nacional del año siguiente. El 17 de abril de 1982, el Loro participó del curioso partido amistoso en el cual Loma Negra derrotó 1-0 a la Selección de la Unión Soviética en Olavarría con gol de Mario Husillos.
Continuó su carrera en River Plate en 1984; no logró mayor continuidad debido a las lesiones que arrastraba en la rodilla derecha. Fue cedido a préstamo a Juventud Alianza de San Juan; llegó al equipo lechuzo a pedido del entrenador Gualberto Muggione, otro ex-canalla. Consiguió clasificar al Nacional 1985 tras superar la instancia regional, pero no llegó a disputar el torneo debido a que River no quiso continuar con el préstamo. Sin embargo, terminó el año jugando para Tigre en el Campeonato de Primera División B. Con la llegada de Carlos Griguol a la conducción técnica de River Plate vio renovada sus expectativas de lograr participación en el cuadro Millonario, pero la persistencia de las lesiones desembocaron en la decisión de retirarse de la actividad, contando solo con 28 años de edad.
A principios de la década de 1990 se recibió como director técnico, trabajando durante muchos años en las divisiones juveniles de Rosario Central, hasta que en 2010 comenzó a ejercer la misma labor en Boca Unidos de Corrientes, club en el que se desempeña actualmente.

## Selección nacional
Disputó tres cotejos defendiendo la casaca albiceleste, todos durante la Era Menotti, en 1979. 
Su debut se produjo en un cotejo amistoso ante Bulgaria, el 25 de abril. En él ingresó a los 64 minutos de juego en reemplazo de Juan Barbas. El resultado favoreció a los argentinos 2-1.
A mediados de año fue confirmado para integrar el plantel que afrontó la Copa América 1979. En dicho certamen, Gaitán disputó dos partidos; en ambos Argentina cayó derrotada 2-1, el 18 de julio ante Bolivia en La Paz y el 2 de agosto frente a Brasil en Río de Janeiro.

### Participaciones en la Copa América
| Copa              | Sede          | Resultado     | PJ | Goles |
| ----------------- | ------------- | ------------- | -- | ----- |
| Copa América 1979 | Sin sede fija | Primera ronda | 2  | 0     |

### Detalle de partidos en la Selección
| Instancia    | Fecha      | Estadio                    | Rival    | Resultado |
| ------------ | ---------- | -------------------------- | -------- | --------- |
| Amistoso     | 25-04-1979 | Monumental de Buenos Aires | Bulgaria | 2-1       |
| Copa América | 18-07-1979 | Maracaná, Río de Janeiro   | Brasil   | 1-2       |
| Copa América | 02-08-1979 | Hernando Siles, La Paz     | Bolivia  | 1-2       |

## Clubes
| Club             | País      | Año       |
| ---------------- | --------- | --------- |
| Rosario Central  | Argentina | 1978-1981 |
| Loma Negra       | Argentina | 1982-1983 |
| River Plate      | Argentina | 1984      |
| Juventud Alianza | Argentina | 1985      |
| Tigre            | Argentina | 1985      |

## Palmarés
| Campeonato       | Club                  | País      | Año    |
| ---------------- | --------------------- | --------- | ------ |
| Primera División | C. A. Rosario Central | Argentina | N-1980 |